# تيريزين
تيريزين (بالتشيكية: Terezín) أو (بالألمانية: Theresienstadt)، بلدة تتبع مقاطعة ليتوميريتسه في جمهورية التشيك، بلغ عدد سكانها 2950 نسمة في 2011، تبلغ مساحتها 13٫52 كيلومتر مربع، رمزها البريدي هو 411 55.

## في إمبراطورية النمسا-المجر
أنشئ في عهد الإمبراطور النمساوي جوزيف الثاني ابتداء من العام 1780 قلعة في موقع استراتيجي لتساهم في حماية شمال بوهيميا من هجمات بروسيا، وسميت المدينة تيريزينشتادت (مدينة تيريزيا)، نسبة إلى والدة يوزيف الثاني، الامبراطوة ماريا تيريزا. تطورت القلعة في الأعوام التالية إلى مدينة عسكرية ضمت مستشفى وثكنة ومستودعات ومبان للجيش النمساوي، ونشأ في جنوبها جزء يسكنه المدنيون، وتطورت القلعة ومحيطها في العقود التالية لتتحول في 1846 رسميا إلى بلدة ظلت نقطة ارتكار للجيش النمساوي، أما القلعة القدمة فظلت تستخدم سجنا ضم بين نزلائه معارضين لدولة هابسبورغ، أشهرهم غافريلو برينسيب الذي اغتال الأرشيدوق فرانس فرديناند في سراييفو، والذي أعدم فيها، وسجن فيها أثناء الحرب العظمى المئات من المعارضين النمساويين والجنود المتمردين.

## في دولة تشيكوسلوفاكيا
بعد تفكك امبراطورية النمسا-المجر احتفظت المدينة بدورها العسكري في الدولة التشيكوسلوفاكية الناشئة ورابطت بالقرب منها قوات الجيش التشيكوسلوفاكي وتوسعت في العشرينات ببناء مستشفى وصالة رياضية خارج الأسوار القديمة.

## الاحتلال النازي والحرب العالمية الثانية

### معسكر اعتقال نازي
بعد احتلال تشيكوسلوفاكيا أنشأ فيها النازيون معسكر إعتقال تيريزينشتات ليكون نقطة تجميع انتقالية ليهود إقليميّ بوهيميا ومورافيا ثم لليهود من مناطق أخرى في ألمانيا ودول أوروبا المحتلة تمهيدا لنقلهم إلى معسكرات أخرى، فيما خدم المعسكر الدعاية النازية بصفته معسكرا «نموذجيا» يعرض أمام الرأي العام الدولي لتكذيب الأخبار حول عمليات إبادة. ألغت الإدارة النازية المدينة وأمرت سكانها بالرحيل.

### معسكر اعتقال وطرد لألمان تشيكوسلوفاكيا
بعد نهاية الحرب العالمية الثانية تحولت القلعة إلى معسكر اعتقال للناطقين بالألمانية في إطار خطة طرد الألمان من تشيكوسلوفاكيا، وسجن فيها حوالي 3500 ألماني مات منهم 500 بسبب ظروف الاعتقال السيئة.

## المدينة الحديثة
بعد نهاية الحرب عاد سكان المدينة التشيك إليها وتحولت القلعة والمقبرة الوطنية التي أقيمت أمامها لتضم رفات 10،000 قتيل إلى موقع تذكاري يزوره عشرات الآلاف من السياح سنويا. تضم المدينة إلى جانب القلعة والمبان المرتبطة بالإبادة النازية  ثكنة ومبان من عهد الامبراطورية النمساوية.

## الموقع
تشترك في الحدود مع:
- Mlékojedy [الإنجليزية]‏[10]
- Hovorany [الإنجليزية]‏[11]
- ليتوميريتسه[12]
- Násedlovice [الإنجليزية]‏[13]
- Čejč [الإنجليزية]‏[14]
- Krumvíř [الإنجليزية]‏[15]
- Bohušovice nad Ohří [الإنجليزية]‏[16]
- Travčice [الإنجليزية]‏[17]
- Lovosice [الإنجليزية]‏[18]
- Křešice [الإنجليزية]‏[19]
- Keblice [الإنجليزية]‏[20]
- Kobylí [الإنجليزية]‏.[21]

## مدن توأم
المدن التوأم:
- شتراوسبرغ (ألمانيا)
- ديبنو Dębno [الإنجليزية]‏ (بولندا)
- كومارنو (سلوفاكيا)

## أعلام ارتبط اسمهم بالمدينة
- هانس هيرشفيلد: طبيب وعالم ألماني. توفي 1944 في معسكر الاعتقال في تيريزين.
- غافريلو برينسيب: منفذ عملية اغتيال الأرشيدوق فرانس فرديناند في سراييفو. أعدم في تيريزين عام 1914
- نيديليكو كابرينوفيك: أحد الأعضاء السبعة في تنظيم اليد السوداء السري الذي خطط عملية اغتيال ولي العهد النمساوي المجري فرانس فرديناند خلال زيارته لسراييفو. حكم عليه بالسجن وتوفي في قلعة تيريزين عام 1916
- تريفكو غاربيز: أحد الأعضاء السبعة في تنظيم اليد السوداء. توفي في سجن تيريزين عام 1918.
- ماريا مولر: مغنية أوبرا ولدت في 1889 في تيريزين، توفيت في 1958 في بايرويت (ألمانيا)
- الغراف ليلو سبانوتشي (ولد في 1868 في تيريزين وتوفي في 1946 في فيينا: ضابط في جيش النمسا-المجر. الملحق العسكري النمساوي في بطرسبرغ بين 1907-1911[23]

## معرض صور

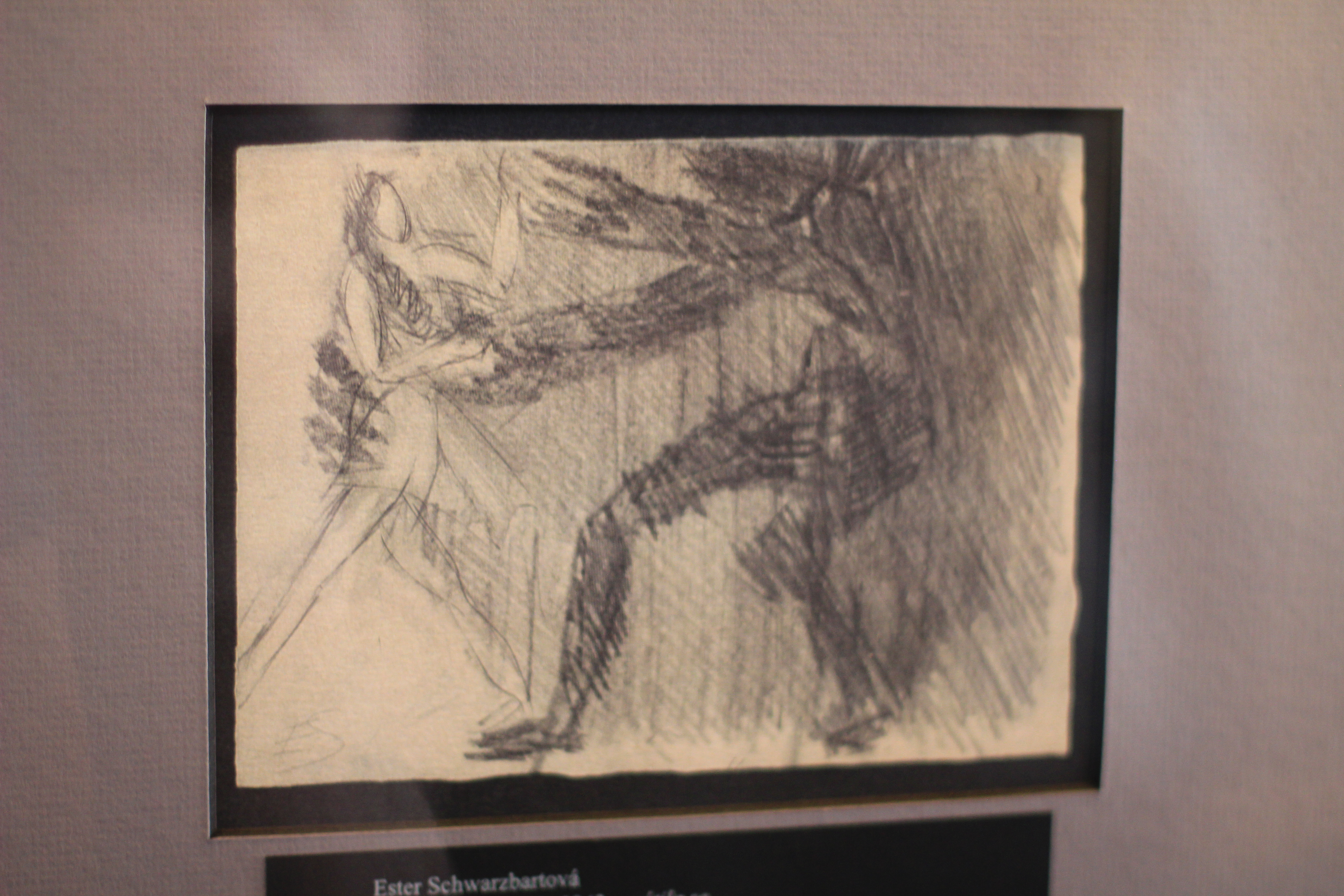
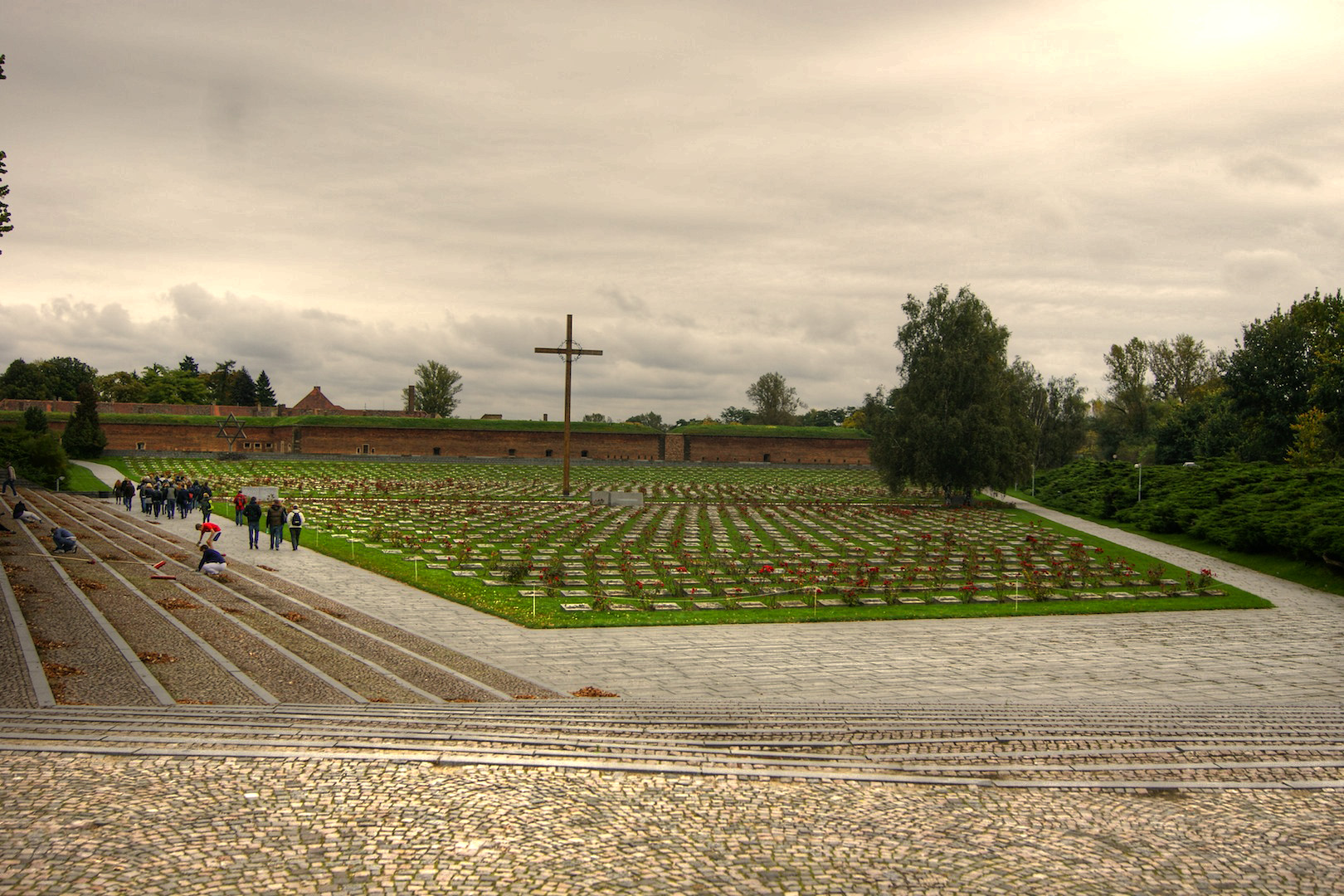
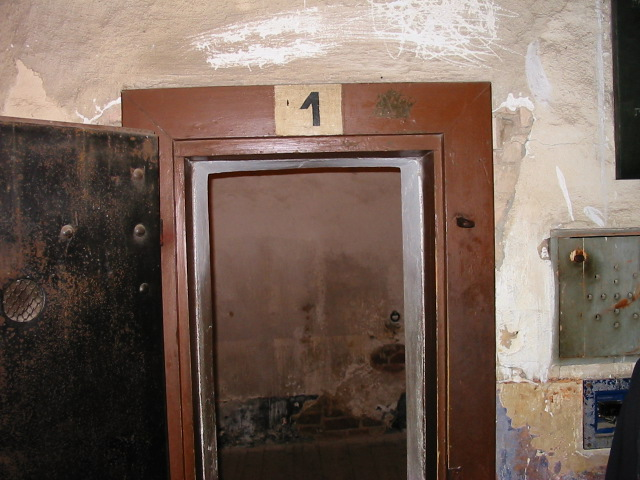